# سايلنت هيل 2
سايلنت هيل 2، هي لعبة فيديو من نوع رعب البقاء طورت من قبل تيم سايلنت ونشرت بواسطة كونامي، على كل من بلايستيشن 2، إكس بوكس وعلى مايكروسوفت ويندوز. اللعبة هي الجزء الثاني من سلسلة العاب سايلنت هيل. سايلنت هيل 2 هي أنجح جزء من السلسة واكثرها تحقيقا للمبيعات.

## الجرافيكس
سلسلة silent hill معروفة بقوة الجرافيكس وتميزها عن باقي الألعاب (الأجيال الماضية),
فكانت من أقوى الألعاب رسوماً في الأجهزة القديمة ان لم تكن الأقوى ! , تتميز silent hill بقوة رسوم
ملامح الوجه لدى الشخصيات، وهذا أقوى ما يميزها بالجرافيكس، أيضا تتميز في دقة رسوم
البيئة كالسيارات المحطمة والمباني المهجورة، وتميزت أيضا بإظهار الضباب بشكل رائع جدا
ومخيف في نفس الوقت، وسوف تشعر بشعور رائع عندما تشغل الضوء في مكان مظلم ..
أبدعت اللعبة برسوم الوحوش أيضا، فمن الصعب أن ترسم وحوش معقدة وغريبة بشكل دقيق
ومرعب في نفس الوقت ! , حتى حركة الوحوش واقعية رغم غرابتها ! , وستشعر بالرعب عندما
ترى وحش من مسافة بعيدة وتراه يمشي بطريقة غريبة ! ,
بالإضافة إلى ان سلسلة silent hill تمتاز بأنها تتحسن في كل جزء جديد من نواحي كثيرة
منها طريقة اللعب والجرافيكس، ففي الاجيال القديمة كانت اللعبة تقدم لنا جرافيكس قوي جدا
وتستغل قدرات الجهاز بشكل خيالي من ناحية تحمل الرسوم ! , فاللعبة تقفز قفزة قوية بالجرافيكس
بين كل جزء واخر ,

## الأصوات
إن من أهم العناصر في ألعاب الرعب هو عنصر الأصوات ؟ .. فلا تنجح لعبة رعب بدون أصوات
رائعه، ومعنى الأصوات هنا يشمل كثير من الأمور، منها الأداء الصوتي وتناسب صوت الشخصية مع
دورها والساوند تراك وصوت الاسلحة والوحوش .... الخ
لكن أهم أمر يجب أن تتقنه لعبة الرعب في عنصر الأصوات هو الساوند تراك، وهذا ما تميزت به
سلسلة Silent Hill مع الملحن المبدع أكيرا ياماوكا الذي يعتبره عشاق السلسلة
من أهم قوائم النجاح لدى السلسلة، فقدم لنا أكيرا أنواع كثيرة من المقطورات الصوتية
منها الموسيقى والاصوات المرعبة أثناء اللعب، والموسيقى العاطفية والحزينة أثناء
الاحداث الحزينة والمؤثرة، وعمل هذا الرجل مع كونامي فترة طويلة، وقد شارك بعمل
الكثير من أجزاء Silent Hill , وحسب ماقاله أكيرا ياماوكا أن أفضل عمل قدمه
بالنسبة له شخصيا هو ماقام به في لعبة Silent Hill 2 , حيث أنه لن ينسى تلك الذكريات
التي قضاها مع مطورين اللعبة الآخرين .

## طريقة اللعب
لعبة سايلنت هيل مبينه من منظور شخص ثالث، مع مختلف زوايا الكاميرا لمناطق مختلفة، نظر اللاعب يواجه ظهر الشخصية الملعوب بها بطابع قابل للعب.
الكثير من اللعب يتألف من التجول في البلدة وأزقتها، مع تركيز اقل على قتل أعداء وأكثر على إيجاد المفاتيح أو بنود أخرى على الأبواب الجانبية أو غيرها من العوائق. أحيانا الالغاز ستقدم، في كثير من الأحيان مع الالغاز غادر لاعب إلى تفسير. صعوبة المستويات من الأعداء والالغاز مصممون بشكل مستقل، مع إعطاء اللاعبين الخيار المتمثل في ضعف الأعداء بينما تجري مواجهتها مع غايه مبـهـمه للألغاز أو العكس بالعكس.

## الأسلحة والوحوش
مثل لعبة الأصل، جيمس يبقى اذاعي معه وهو تنبيهات له إلى جانب وجود المخلوقات التي ينبعث منها ساكنة، والسماح له للكشف عن ما قد يهاجمه حتى من خلال الضباب الكثيف. الصوت من ساكنة ستتغير قليلا اعتمادا على العديد من المخلوقات اقترابها وابتعادها عن اللاعب. وهناك مجموعه تتكون من ستة أسلحة متاحة، وثلاثة منهم أسلحه يدويه محموله وثلاثة من الأسلحة ناريه. الأسلحة كالتالي : من الخشب هنتك اللوح الخشبي يتم الحصول عليه من موقع البناء، والانابيب الفولاذيه التي تكمن في هود للسيارة، ووزنها سكين يستخدمها رأس الهرم، مسدس صغير في عربة التسوق في شقق، أ بندقيه عثر عليه في خزانة في المستشفى، وبندقيه صيد وجدت في السجن ؛ الأسلحة المميزة هي chainsaw أو منشار كهربائي ويؤثر لدرجات مختلفه على حسب العدو، وأيضا بالاعتماد على رتبة اللاعب التي تقيم على حسب ختمه للعبه إن كان قد ختمها من قبل. مكافحة الوحوش ليس بالضرورة هي محور اللعبة، إلا أن هناك ست وحوش رئيسيون.

Abstract Daddy
Bubble Head Nurse

الأسلحة
قلة الاسلحة وضعفها هي أسباب تجعلك ترتبك وترتعش في العاب الرعب، فماذا ستفعل في أول مواجهة
لك مع عدو مرعب وأنت بسلاح ضعيف جدا ؟ .. هي أكثر الأسباب التي تسبب الرعب في قلوب اللاعبين
الاسلحة في سلسلة silent hill تنقسم لثلاثة أقسام :
- اسلحة نارية قوية، ولكن نادراً ماتجد لها ذخيرة، فلابد أن تفكر جيداً قبل استخدامها
- اسلحة يدوية ضعيفة، كالسكين وما إلى ذلك
- الهروب، أن الهروب هو الحل الأنسب في لعبة silent hill
نعم الهروب هو أفضل خيار، لأنك لن تستفيد في مقاتلة الوحوش سوى التخلص منهم، فلن تحصل منهم
ذخائر أو اسلحة معينة، ولكن ستضطر للقتال في بعض الأحيان ..

Wooden Plank

الاسم : Wooden Plank
وصف بسيط : يوجد في نهاية السلاح أشواك قصيرة، ليس قوي جدا ولكنه سهل الاستخدام
الاسم : Handgun
وصف : يمكنك تعبئة 10 رصاصات في الذخيرة الواحدة، ليس قوي جدا مقارنة
بالاسلحة النارية الأخرى، لكنه اسهلها استخداماً

Steel Pipe

الاسم : Steel Pipe
وصف : يمكنك أن تضرب به 3 ضربات قوية متتالية، ليس قوي جدا ولكنه مفيد لبعض الأعداء

Shotgun

الاسم : Shotgun
وصف : يمكنك تعبئة 6 رصاصات في الذخيرة الواحدة، يمتاز بالقوة وإمكانية قتل أكثر من عدو
برصاصة واحدة ان كان العدو ضعيف
الاسم : Hunting Rifle
وصف : يمكنك تعبئة 5 رصاصات في الذخيرة الواحدة، يمتاز بوصوله لمسافات بعيدة
وهو قوي جدا
الاسم : Great Knife
وصف : هو سلاح رأس الهرم، ضخم جدا، صعب في الاستخدام نتيجة لثقله
ولكنه قوي جدا

Chainsaw

الاسم : Chainsaw
وصف : قوي جدا ويمتاز بالسرعة العالية

## القصة
بعد ثلاث سنوات من وفاتها، يتلقى جيمس ساندرلاند رسالة من زوجته تخبره فيها انها متواجدة في مدينة سيلنت هيل.
 حكاية الزوجين جيمس وماري (هذه الفقرة تحتوي على حرق للأحداث)
قصتهما تبدأ بذهابهما في إجازة إلى سايلنت هيل وإقامتهما في فندق ليك فيو Lakeview Hotel، ومن ثم تصبحت ماري مريضه جدا في هذا الفندق لذا يتم نقلها إلى مستشفى خارج مدينة سايلنت هيل (بعد أن وعدها جيمس بأن يذهبا إلى سايلنت هيل مره أخرى)، في المستشفى تم أخذ العناية بماري وقد تعرفت ماري إلى طفله صغيره كانت مريضه معها في نفس الغرفة هذي الطفلة هي لورا (أراهن بأن جيمس لم يكن يزور ماري لو كان قد زارها لكان قد عرف لورا عندما رآها في سايلنت هيل) بعدها عندما أشتد المرض على ماري لدرجة أنها لن تعيش أكثر من شهر قال الدكتور لجيمس بأن ماري تستطيع العودة إلى المنزل للمره الأخيرة، لذا لم يكن هنالك وقت لدى ماري لتودع لورا كتبت ماري رساله وتركتها مع ريتشل ممرضة لورا، وبعد أن مضى أسبوعان على عودة ماري إلى المنزل بدأ جيمس بالتضايق من ماري لعصبيتها الزائده وبشاعة منظرها من الأمراض وأيضا قد قالت لجيمس أنها تريد الموت ولكن ماري لم تكن تقصد ماقالته لأنها كانت غاضبه فقد غيرت رأيها، بعد أن قالت ماري هذا الكلام، قام جيمس بقتل ماري (وضع جيمس الوسادة على وجه ماري إلى أن اختنقت وماتت)، جيمس تألم كثيرا لأنه قتل ماري، بعد هذه الفعلة كتم جيمس كل الأفكار التي تتعلق بقتله لماري لمدة ثلاث سنوات، وقد قال بأن الأمراض هي التي قتلتها، وبعد مرور ثلاثة أعوام تلقى جيمس رساله من زوجته المتوفاة ماري بعد ذلك قرر جيمس الانقياد لزيارة الحقيقة، لقد ذهب جيمس إلى مدينة سايلنت هيل وكله أمل بأن يرى زوجته ماري، أثناء زيارة جيمس للحقيقه قامت سايلنت هيل بالمساعدة فأرسلت ماريا النسخة البديله لكل شيء في ماري:
فماريا ذات مزاج مفاجيء مثل ماري تماما، ماريا قامت بالصراخ في وجه جيمس ثم قامت بالبكاء وقالت لجيمس بأن لايتركها وحدها (هذا العرض عندما تغضب ماريا من جيمس لأنه تركها وحدها في المستشفى ولم يبحث عنها) تماما مثل الذي تفعله ماري دائما عندما رجعت من المستشفى وصرخت في جيمس لأنه تركها وحدها في المستشفى ولم يهتم بها ولم يزرها. لذا سايلنت هيل تعاقب جيمس بأن يرى ماريا تقتل أمامه دوما كي يتذكر فعلته بماري كل مره لذا سايلنت هيل تعاقب جيمس وتعطيه أربع خيارات للتكفير عن خطأه : وهي طبعا النهايات الأربعة للعبه :أما بأن يعترف بقتله لاماري وهذه طبعا(نهاية LEAVE) أو أن يقتل نفسه (نهاية IN WATER (، أن ينهي رحلة البحث عن الحقيقة ويكمل حياته مع ماريا (نهاية MARIA) أخيرا أن يجمع أدوات كريسمون الأربعة التي تعيد الشخص الميت إلى الحياة ويعيد ماري إليه ويعيش معها بسلام (نهاية REBIRTH).

### قصٌة ماريا
ماريا كانت ولا زالت أفضل الشخصيات وهي تعمل في مقهى هيفنز نايت Heaven's Night عرفت ذلك من خلال :
ــ ملصقات لماريا من هيفنز نايت معلقه في كل مكان من مدينة سايلنت هيل وخصوصا الحمام.
_ ماريا تملك جميع المفاتيح لمقهى هيفنز نايت.
_ في موسيقى البداية ستجد ماريا مستلقيه على أرض مقهى هيفنز نايت.
ــ عندما تلعب بطور ماريا ستبدأ باللعب بها وهي داخل هذا المقهى.
أعتقد بأن ماريا اُبتكرت لجيمس وحيده عرفت ذلك من عنوان طور ماريا(ولادة من أمنية) لأن أمنية جيمس أن يرى زوجته بأي ثمن ولكن هذا ليس سببا وحيد فقد قامت سايلنت هيل بابتكار ماريا وارسالها إلى جيمس لكي تعاقبه. ماريا شخص حقيقى لكن لجيمس فقط لايستطيع أن يراها أحد غير جيمس. لأنها لا تتفاعل مع أحد من شخصيات اللعبة ولدي دليل قوي لاثبات هذه النقطة : في اللعبة عندما يصلا جيمس وماريا إلى صالة البولينغ Bowl-O-Rama ماريا لم تدخل مع جيمس وقالت انها تكره البولينغ كعذر لتحاشي أي اتصال مع الشخصيات الأخرى أعتقد بأن ماريا قد تبرمجت مع ذاكره قليله جدا والكثير من صفات ماري ماريا استيقضت في هيفنز نايت في نفس الوقت الذي وصل فيه جيمس إلى المدينة أستيقضت وفي رأسها أن اسمها هو ماريا وأن تبحث عن أي شخص لأنها لاتريد أن تبقى وحدها وهي لاتحمل أي فكره عن سبب وجودها.
يوجد وشم للفراشه على بطن ماريا وعادة الفراشات ترمز إلى البعثة في بعض القصص والروايات وتعرف أيضا بالأرواح التائهه التي تبحث عن مكانها الصحيح وهذا لائق بالنسبة لي لأن هذا المعني يطابق الحال التي تعيشها ماريا في نظريتي.
في دور ماريا Born From a Wish، ماريا بدأت بتفهم دورها جيداً وهو أن تعثر على جيمس وأيضا في طور ماريا ستدخل ماريا إلى غرفة أطفال وعندما تصدر تعليقات بالأشياء المحيطة عندك ستجد دمية الدب تيدي عندها ستقول ماريا هذا الدب غير متقن الصنع لو رأته لورا لأعجبها ثم ستقول لورا ؟؟؟ مالذي أتحدث عنه!!! هذا مثال جيد يدل أن ماريا تبرمجت على نفس ذاكرة ماري، بعد مقابلة ايرنيست واكتشاف حقيقته ذهبت إلى حديقة روز واتر Rose water Park حيث حدقت إلى المياه تماما كالذي فعلته ماري عندما ذهبت إلى هذا المنتزه في هذه الأثناء تقابلت مع جيمس وكما قلت سابقا وجدت ماريا لمعاقبة جيمس
_ تبدأ ماريا بالكحة في المستشفى بداية لمرضها مثل ماري فقد بدأت ماري بالكحة في بداية مرضها وفي مدينة سايلنت هيل أيضا.
_ عندما يتحول المشفى إلى كابوس سيفترق كلا من جيمس وماريا ثم يلتقيا بعد ذلك وكما أوضحت سابقا ماريا ذات مزاج متقلب مثل مزاج ماري في وسأبدأ بالمقارنة :
بداية دخول ماريا على جيمس كانت سعيده لرؤيته (عندما ذهب جيمس لاحضار ماري من المستشفى كانت سعيده لرؤيته) جيمس لم يظهر أي فرح لرؤية ماريا مع أنها كانت سعيده لرؤيته (جيمس لم يظهر أي فرح لرؤية ماري مع أنها كانت سعيده لرؤيته)
هنا غضبت ماريا من برودة جيمس وفجأه انقلبت وأخذت تصرخ في وجهه ثم أخذت تبكي وهي تضمه... نفس هذا الموقف فعلته ماري قبل ماريا أخذت تصرخ وتبكي (أظن أن ماري مصابه بانفصام في الشخصية) لكن هنا يوجد اختلاف صغير (عندما كانت ماري تصرخ قالت انها تريد الموت لكن ماريا عندما صرخت قالت الشيء الوحيد الذي تفكر فيه زوجتك الميتة)أي أنها تحاول أن تذكر جيمس بأنه هو الذي قتل زوجته ومن المستحيل أن تعود إلى الحياة مره أخرى.
ماريا قتلت أمام جيمس عدة مرات ثم عادت وكأن شيئا لم يحدث لها :
_ حادثة المصعد عندما يقوم الزعيم ذو الرأس الهرمي بقتل ماريا في المصعد وقد سبق وأن ذكرت ماريا مجرد مراَه لماري وهي مجرد خيال لايراه الا جيمس وبقتلها يمكن أن تعود مره أخرى لأنه هذا ماحدث لزوجته لأنها قتلت وهي بريئه وقتل ماريا له هدفان الهدف الأهم كي يتذكر قتله لزوجته الهدف الثاني وهو لكي يتعذب جيمس لأن هذا هو عقابه.
_ بعد حادثة المصعد يقابل جيمس ماريا في السجن الموجود في المتاهة وعندما تقول له أن يخرجها يذهب جيمس من الجهة الأخرى ولكن الباب كان مفتوحا لم لم تخرج منه ماريا ولكنها في الواقع كانت مقتوله أيضا وعلى « السرير » المكان الذي ماتت فيه ماري هذا العقاب الثاني لجيمس.
_ في الفندق يشاهد جيمس ماريا تقتل أمامه بواسطة الوحشين ذو الرأس الهرمي بعد هذه الحادثة عرف جيمس أن ماريا مجرد خيال وعرف بأن هذا هو عقابه.
جيمس نال الكفاية من العقاب وقد وجدت ماريا في سايلنت هيل لأمنية جيمس في أن يرى زوجته التي قتلها ولكن سايلنت هيل مدينة تساعد التائهين وتعاقب المخطئين ماريا قد اوجدت بسبب أمنية جيمس أو من مدينة سايلنت هيل أو الاثنين معا.

### قصة لورا
لورا طفله يتيمه تعيش في ملجأ للأيتام وذات يوم مرضت لورا فأرسلت إلى نفس المشفى ونفس الغرفة التي فيها ماري وقد أصبحت لورا صديقة ماري المقربة كانت ماري دائما تحدثها عن زوجها جيمس وعن سايلنت هيل وقد قالت ماري للورا في حال ان شفيت ماري فانها ستتبنى لورا ثم ستذهبان معا إلى سايلنت هيل لكن ماري للأسف ماتت لذلك لم تستطع أن تتبنى لورا. للأسف رسالة ماري للورا لم تصل بسهوله فالممرضه رايتشل لم تعط لورا الرسالة لأنها خافت بأن تهرب من الميتم مره أخرى ولو تتذكرون كلام لورا لايدي قالت أنا أيضا ارتكبت أخطاء لأنني هربت من الميتم مرات عديده. للأسف لورا طفله شقيه وقد قامت بسرقة الرسالة من خزانة رايتشل. وقد قالت ماري في الرسالة بأنها تعيش حاليا في مدينة هادئه وصغيره لهذا لورا كانت متواجده في سايلنت هيل كانت لورا تبحث عن ماري،. لكن لورا كانت ترى سايلنت هيل المدينة العادية
لم تكن ترى تلك الوحوش والأماكن الداميه، لأنها بريئه لم ترتكب خطأ لتعاقب عليه. نهاية لورا أنها تعود إلى ملجأ الأيتام الذي هربت منه ولكن إذا فتحت نهاية LEAVE فإن جيمس سيقوم بتبني لورا وفقاً لأمنية ماري وسيذهب جيمس مع لورا لزيارة قبر ماري.

### قصة أنجيلا
أنجلا كانت تعيش حياة كئيبه مليئه بالسب والشتم من قبل والدها ووالدتها وكانت فقط تستمع إلى الشتائم وتعاقب وتْضرب وتهان دون أن تفعل شيئا. فقد هربت أنجيلا من المنزل ولكن استطاع والديها أن يرجعاها إليه. لكن أنجلا المسكينه لم تعد تحتمل الأمر لذلك قتلت والدها بكل حقد وكراهيه. فقد طعنته في صدره ولاذت بالهرب إلى مدينة سايلنت هيل.
ولكنها فقدت عقلها وبدأت بالتخطيط لقتل والدتها وأخوها اللذان يعيشان في سايلنت هيل هذا هو السبب لتواجد أنجلا فيها. انجلا تعاني من مرض نفسي بسبب ماضيها المريع طبعا أنجلا معاقبه من قبل سايلنت هيل فكانت ترى أن كل شيء حولها يحترق وكانت كل ما رأت شخصا تعتقد بأنه والدها أو والدتها.ولكن أنجلا لاترى والدها الا إذا التقى عالمها بعالم جيمس. فمثلا السكين التي كانت مع انجلا هي نفس السكين الذي طعنت فيه والدها فقد طلب جيمس منها ان تعطه السكينة ولكنها خافت منه لأنها رأت جيمس في صورة والدها وهربت منه وأيضا في المتاهة عندما يهاجم وحش الباب أنجلا كانت تراه على أنه والدها وعندما يقضي عليه جيمس تبدأ بركل الوحش بحقد لأنها ما زالت ترى والدها. وفي النهاية بعد أن يتحول الفندق إلى كابوس سيلتقي عالم جيمس مع عالم أنجيلا ولكن هذه المرة ستدخل إلى عالم أنجلا المليء بالحريق وستجدها ترى جيمس على هيئة والدتها وأيضا سيقول جيمس أن الحر هنا شديد كالجحيم وستقول له أنجلا ((أنت ترى هذا أيضا ولكن لي فأنا أراه دائما))هذا دليل على أن أنجلا ترى كل شيء حولها يحترق. وبعد ذلك ستصعد أنجيلا إلى أعلى وستبدأ النار بالزيادة في الاشتعال، هذا الأمر يعطيني انطباع بأن أنجيلا استسلمت للعقاب ولكن ليس تماما صعودها إلى أعلى يدل على أنها ما زالت تقاوم ولكن الحريق لم يترك لها مجالا للهرب فقد سد جميع الطرق أمامها ولكنها لم تطلب من أحد أن يساعدها لذلك يبقى هنالك احتمال أنها قتلت نفسها.
وأيضا يبدو أن أنجيلا كانت تعيش في سايلنت هيل في مبنى شقق بلوكريك Blue Creek (هذا من اعتقادي) فهنالك شيئان جعلاني أعتقد ذلك أولا هنالك صوره معلقه على الجدار في أحد الشقق هذه الصورة لأنجيلا مع شقيقها هذا أكبر دليل، والشيء الآخر مالذي دفع أنجيلا إلى الذهاب إلى مبنى شقق بلوكريك ألم تقل لجيمس بأنها تبحث عن والدتها فليس غريبا أن تبحث عنهم في المبنى الذي كانوا يعيشون فيه سابقا وأيضا يبدو أن أنجيلا تعيش مع والدها في أحد المدن وأمها وشقيقها يعيشان في سايلنت هيل في فندق ليك فيو لذا بعد أن قتلت والدها فرت إلى سايلنت هيل لتنجز مهمتها فهي كانت تريد أن تقتل والدتها وأخوها الموجودان في الفندق كانت تريد أن تحرق الفندق لتتخلص منهم لذلك أراهن أن أنجيلا ترى كل الأشياء التي تشتعل حولها بسبب هذا الأمر لذلك أرى أن حال أنجيلا كحال جيمس تماما وأنجيلا كتمت أمر قتلها لوالدها مثل جيمس الذي كتم أمر قتله لزوجته ولوتذكرتم كلمات أنجيلا لجيمس عندما قالت((أنت مثلي تماما من السهل علينا الهرب ولكن هذا مانستحقه)).

### قصة إيدي
كان ايدي يعاني من حياة مليئه بالسخرية والاستهزاء فكان الجميع يسخر منه لغبائه وصغر عقله وشكله المضحك. فقد حاول ايدي أن يلتحق بفريق كرة القدم لكنه لم يستطع لهيئته البدينه وأخلاقه الغريبه، وطبعا فقد نال إيدي القدر الكافي من سخرية الفريق منه في يوم من الأيام لم يعد يحتمل ايدي هذه السخرية فقام بإطلاق النار على جميع أعضاء فريقه بالإضافة إلى كابتن الفريق الملقب بالكلب فقد إطلاق النار عليه بكل حقد وضغن ايدي أحس بالضعف عندما سمع صوت الشرطة وشعر وأنه كطفله صغير خائفه فنال بالفرار إلى مدينة سايلنت هيل. سايلنت هيل بدورها تعاقب ايدي وترسل إليه اناسا يسخرون منه بنظراتهم وأعينهم طبعا ايدي لم يفهم خطأه واستمر في قتل الأشخاص الذين يتمسخرون منه : ولقد شاهدت الكثير من ضحايا ايدي وهم :ـ
_ ضحيه ايدي الأولى التي شاهدها جيمس كانت في مبني شقق بلوكريك عندما قابلت ايدي لأول مره كانت الجثة ملقاه في المطبخ.
_ الضحية الثانية كانت في مبنى السجون عندما ينزل جيمس من الحفرة الكبيرة إلى مطبخ السجن سيكون هنالك ايدي وضحيه قد أطلق ايدي النار على رأسها.
_ قبل المعركة ضد ايدي المجنون بقليل ستجد عدة ضحايا قتلهم ايدي أيضا.
ولكن ايدي لم يدرك أنه مخطيء ولم يعترف بخطأه على الإطلاق.بل زاد في التقتيل إلى أن جن جنونه فصار يقتل كل شخص يشاهده.
في النهاية سايلنت هيل تحكم على ايدي بالموت من قبل قاتل أيضا وهو جيمس ولكن حدث شيء غريب سيجعلك تشك في جيمس وهو بعد مقتل ايدي مباشرة سيخاف جيمس لقتله لإنسان ولكن خوفه لم يستمر طويلا فقد قام بتذكر ماري مباشره هذا الموقف جعلي أشك في أن جيمس لم يقتل أحدا لأول مره.

### قصة ايرنيست
« هذه الشخصية ستقابلها في دور ماريا فقط »
إيرنست فقد طفلته البالغه 7 سنوات. هذه الطفلة تدعى ايمي. في أحد أعياد ميلاد ايرنست سقطت إيمي من أحد شرف المنزل وماتت. لذا قام ايرنيست بالبحث عن الأدوات الأربعة التي تعيد الميت إلى الحياة وقد عثر في البداية على الكأس الأسود ومن ثم على كتاب كريسمون كيموني ولكن ايرنست مات في منزله قبل أن يعثر على الأداتين المتبقيه (يبدو أنه قد مات حزنا على ابنته) لذا ظل شبح ايرنيست يحوم في المنزل وهو يريد القارورة التي تحتوي على الزيت الأبيض فما زال ايرنست يبحث عنها إلى أن دخلت ماريا إلى منزله وقد طلب منها احضار المحلول الأبيض (ايرنست ميت فلماذا يريد أن يسترجع ابنته) هنا في هذه النقطة ايرنست يريد الأداة الأخيرة كي يتحرر من المنزل الذي مات فيه لانه مات قبل أن ينجز مهمته لذا عليه أن يكمل هذه المهمة كي يتحرر شبحه ويلتقي بشبح ايمي بهذا يمكنه البقاء مع ايمي للأبد (لقد ذكرت أن عليه أن يجمع أربع أدوات فلماذا تحرر بجمعه ثلاث أدوات) الأداة التي لم يحصل عليها هي كتاب لاست ميموري لكن كتاب لاست ميموري هو نفسه كتاب كريسمون كيموني الاختلاف في الاسم ولكنهما يعطيان نفس المفعول وإذا أردت الحصول على نهاية REBIRTH في طور جيمس ستحصل على هذين الكتابين ولو قارنت بينها ستلاحظ أنهما يحتويان على نفس الكلام.
هنا يبدو أن ايرنيست يعرف جيمس لأن :
- ايرنيست يعمل مدير في فندق ليك فيو وقد تعرف على جيمس عندما ذهب مع ماري إلى الفندق قبل أن تموت ماري.
- كتاب ايرنيست لاست ميموري ما زال في الفندق وسيعثر عليه جيمس في الفندق في غرفة القراءة.
- بعد أن يتحرر ايرنيست مباشره سيترك رساله لجيمس في نيلي بار مكتوبه على الجدار وتحتوي هذه الرسالة على شتم لجيمس لكن لم يكره جيمس.
- ايرنست يعلم بسبب تواجد ماريا وقد قال لماريا (ماريا هنالك رجل سيء يدعى جيمس يبحث عنك ولكن ليس أنت تماما)

في طور ماريا سيقول عندما تقبله ماريا لثاني مره سيقول كلام غريب لماريا سيقول لها (فهمت الآن لماذا تستطيعين سماع صوتي) فهمت من كلام ايرنست بأنه شبح لايستطيع الناس العاديين رؤيته أو التحدث معه لكن لم ماريا هي الوحيدة التي تستطيع الكلام معه هذا أيضا دليل أخير بأن ماريا أيضا شبح لايستطيع أحدا رؤيتها سوى جيمس.

## الشخصيات
الاسم : James Sunderland
العمر : 29 سنة
معلومات :
James هو الشخصية الرئيسية للعبة silent hill 2 , فهو الذي تتحكم به طوال اللعبة
يمتلك James عينين بلون بني وشعره لونه أشقر ..
يعمل James في شركة صغيرة، ويتميز بالهدوء ولا يحب أن يتحدث كثيراً ويصبح شخص ثرثار
هو فخور ومحب بشكل كبير لزوجته Mary التي أُصيبت بمرض خطير وقاتل، وبعدما عرف أن زوجته
في حالة خطرة، تغير بشكل كبير وأصبح كأنه مريض نفسي !
الاسم : Mary
العمر : 25 سنة
معلومات :
زوجة James الغالية على قلبه، شخصيتها مرحة جدا وتحب المرح واللعب مع الأطفال
وفي أثناء مرضها كانت تبكي كثيراً ولا تريد أن تموت الآن، بحجة انها صغيرة بالسن ولم
تستمتع بشبابها بعد، وبعض الأحيان تقول لا يوجد أمل للبقاء على قيد الحياة، فتستعد للموت
وتحاول أن تمحي الخوف، الذي يجعلها تستعد للموت هو مرضها الخطير الذي عانت منه
كثيرا، حيث امتد مرضها إلى 3 سنوات من العذاب ..
عندما مرضت ولم تجد علاج، طلبت من زوجها James أن يتخلى عنها بسبب انها أصبحت
قبيحة بعد المرض وغير نافعة للحياة الزوجية، ولكنها كانت تقول هذا لكي يبقى James
بجانبها حتى تموت، لأنها تعلم مدى حب زوجها لها
وبعد وفاتها ومرور فترة طويلة، تلقى James رسالة من زوجته تطلب منه الذهاب
لمدينة silent hill لكي يراها مجددا، ولكن هل بالفعل أن Mary مازالت بقيد الحياة ؟
هذا هو السؤال الذي بسببه جن جنون James ..
الاسم : Maria
العمر : 25 سنة
معلومات :
المرأة الغريبة التي سيقابلها James في مدينة silent hill
هي أخت Mary التوأم، ونقصد بالتوأم هنا أي التشابه في الوجه والشكل
ولا نقصد أخت شقيقة، فهي تختلف عن Mary بالسلوك والتعامل مع الآخرين، ولكنها
تمتلك روح المرح أيضا كـ Mary ..
Maria كانت تعمل في نادي ليلي اسمه Heaven's Night , وبعدها تركت عملها
وقررت الانتقال لمدينة silent hill , هو قرار مجنون بالطبع ..
تتميز Maria بأنها تكون عاطفية جدا في بعض الأوقات، ونادرا ما تكون كذلك ..
Maria تتميز بالغموض، بالإضافة إلى انها تعرف James جيدا منذ فترة طويلة
ولكنه لا يعرفها ولم يقابلها من قبل ابدا !

Angela Orosco

الاسم : Angela Orosco
العمر : 19 سنة
معلومات :
أول لقاء لـ James مع هذه المرأة كان في مقبرة تقع في جنوب شرق مدينة Vale
تمتلك شعر أسود وعينين بلون بني، فقدت أمها وكانت متعلقة بشكل كبير معها
حاولت أن تكون كأي فتاة عادية أخرى وتعيش حياة طبيعية، ولكنها لم تستطع ..
تترد كثيرا عندما تتحدث مع James , وبعض الأحيان لا ترد على اسئلته وتتجاهله دون سبب
وبعدما تخرجت Angela من المدرسة هاجرت من بلدتها لأنها لا تريد العيش مع والدها ..
ولكن والدها قام بالبحث عنها ثم وجدها وعاد معها للبلدة، لم تطيل المدة وهربت مجددا
ولكن هالمرة قررت الذهاب لمدينة silent hill ..
الاسم : Eddie Dombrowski
العمر : 23
معلومات :
أول لقاء لـ James مع هذه الشخصية كان غريب ومميز نوعا ما، تلاقى معه في عمارة شقق
وبالتحديد في دورة المياة عندما كان يتقيأ في المرحاض .. ويمتلك Eddie شعر باللون الأشقر
وعينين باللون الرمادي
كان يعمل في محطة بنزين اسمها Part-Time , يتميز بالجمال عكس بقية الرجال، وبعض الأحيان
تراه مندفع فجأة ويتنرفز بسرعه، هو قلق على نفسه كثيراً لأنه ارتكب جرائم قتل ويريد أن يجد
مبررا له، فمن حركاته وملامح وجهه ببعض الاوقات يتضح لك انه قاتل ومجرم ولكنه ينفي
ذلك
Eddie ليس شرير ابداً ولكن ضغوط الحياة أثرت عليه، لا يوجد أي سبب مقنع لانتقاله
للعيش بمدينة silent hill , إذاً لماذا انتقل للعيش فيها ؟ .. سؤال محير ستجد جوابه
في اللعبة ..
الاسم : Laura
العمر : 8 سنوات
معلومات :
هي فتاة صغيرة ودائما ما تنظر لـ James بنظرات حادة تمتاز بالحقد والكراهية، رغم انه لا يملك
أي فكرة عنها ولا يعرفها ابداً , ولا يدري لماذا هي تكرهه لهذه الدرجة، هي تقول أنها تعرف James
من قبل، وتعرف زوجته Mary ومدى حبه لها ..
Laura تمتلك شعر أشقر وعينين زرقاء اللون، هي دائما تجلب المشاكل لـ James ..
وتقول أيضا ان ليس لها أشقاء ولا حتى آباء ! , وكانت تعيش في دار الأيتام منذ ولادتها
أسئلة كثيرة وغامضة عن هذه الطفلة، فهل بالفعل تعرف James من قبل ؟ ! , أم ان ماتقوله
كان نتيجة لشقاوتها ؟ .. الأجوبة باللعبة

## دور مدينة سايلنت هيل
هنالك العديد من الطقوس التي تعيشها شخصيات اللعبة واشياء معقده يرونها، فكل هذه الأشياء بسبب الأخطاء التي ارتكبوها.
علما بأن جيمس وأنجيلا وإيدي قد هربوا من أخطائهم ولم يصححوها، فسايلنت هيل بدورها تستدعيهم بطرق مختلفه- فمثلا جيمس وصلته رساله من زوجته الميتة. وعندما يصلون إلى المدينة تبدأ بالعقاب وتلقنهم درسا وغالبا مايموت المعاقبين إذا كانت أخطائهم كبيرة أو يخرجون بنتيجه تجعلهم نادمين أشد الندم على أخطائهم. فبطريقة ما، هي تحاسبهم على أفعالهم وعلى ما يخفى في أعماق نفوسهم، وتعالجهم بما يقذف الرعب في قلوبهم.

## روابط خارجية
- سايلنت هيل 2 على موقع IMDb (الإنجليزية)